# Enric XXIV de Reuss-Kostritz
Enric XXIV de Reuss-Kostritz (en alemany Heinrich XXIV von Reuß-Köstritz) va néixer a Schleiz (Alemanya) el 26 de juliol de 1681 i va morir a Greiz el 24 de juliol de 1748. Era el fill petit del comte Enric I de Reuss-Schleiz (1639-1692) i de la seva tercera dona, la comtessa Anna Elisabeth de Sinzendorf (1659-1683). A la mort del seu pare, va rebre el domini de Köstritz, essent així el fundador de la branca de Reuss-Köstritz.

## Matrimoni i fills
El 6 de maig de 1704 es va casar a Breslau amb la baronessa Emma Elionor de Promnitz-Dittersbach (1688-1776), filla de Joan Cristòfol de Promnitz-Dittersbach
(1661-1689) i d'Anna Saurma de Jeltsch (1663-1708). El matrimoni va tenir els següents fills:
- Enric V (1706-1713)
- Enric VI (1707-1783), comte de Reuss Köstritz, casat amb Enriqueta Casado Huguetan (1725-1761).
- Enric VIII (1708-1710)
- Lluïsa (1710-1756)
- Enric IX (1711-1780).
- Sofia (1712-1781), que es va casar amb el comte Rochus Friedrich zu Lynar
- Enric X (1715-1741)
- Enric XIII (1716-1717)
- Enric XVI (1718-1719)
- Conradina Elionor (1719-1770), casada amb el comte Enric XI de Reuss-Obergreiz (1722-1800).
- Heinrich XXIII (1722-1787), comte de Reuss Köstritz.